# Mesene croceella
Mesene croceella är en fjärilsart som beskrevs av Bates 1865. Mesene croceella ingår i släktet Mesene och familjen Riodinidae. Inga underarter finns listade i Catalogue of Life.